# Imitacje pereł
Imitacje pereł – produkty naśladujące wygląd pereł.

## Imitacje pereł
- Bardzo udaną imitacją jest tzw. perła z rybiego srebra. Składa się ona z kulki szklanej pełnej albo wydrążonej i napełnionej woskiem. Kulki są powleczone specjalnym preparatem sporządzonym z napęczniałych, miałko zmielonych łusek ryby słodkowodnej z rodzaju karpia. Na powłoce tej powstają zjawiska interferencji oraz załamania światła, które bardzo przypominają zjawiska w perłach naturalnych.
- Ten sam efekt uzyskuje się przez zastąpienie preparatu z łusek rybich roztworem żelatyny. Kulkę przeznaczoną na perłę zanurza się rytmicznie do roztworu żelatyny, warstewki żelatynowe nakładają się na siebie. Perły te produkowane są głównie we Francji tzw. perły francuskie.
- Znane są również produkowane we Francji tzw. perły antylskie. Wyrabiane są one z pięknej masy perłowej skorupy ślimaków z rodzaju Turbo i Trochus żyjących w gorących morzach, z małżów (perły Takara z Japonii), lub zębów manata (perła Dugo).
- Imitacje pereł różowych wyrabia się z różnych części muszli ślimaków lub z różowego korala.
- Imitacje pereł czarnych imitują lekko wypolerowane kulki hematytu.
- W handlu dostępne są również imitacje pereł z tworzyw sztucznych.